# Befolkning
En befolkning (invånare, inbyggare) är den grupp individer som lever inom ett visst geografiskt område vid en viss tidpunkt. Termen används ofta för att beskriva människor som bor i exempelvis ett land, en stad eller en region. En befolkning kan också avse den totala mängden av djur eller arter som lever inom ett visst område.
Vetenskapen om befolkningar och deras sammansättning, struktur och förändring, kallas för demografi.

## Användning
Befolkningsdata används för att förstå och analysera trender såsom födelsetal, dödstal, migration och åldersstrukturer. Statistiken ligger bland annat till grund för utveckling av ekonomisk, social och miljöpolitik.
För att planera samhällsresurser skiljer man på  dagbefolkning som består av de boende i området som inte pendlar till ett annat område, plus de som pendlar in till området. Nattbefolkningen är de som är skrivna i området.

## Sverige
I Sverige tas statistik över befolkningen fram av Statistiska centralbyrån, SCB. Befolkningsstatistiken baseras på de uppgifter om folkbokförda personer som Skatteverket lämnar till SCB. Statistiken redovisas varje månad, kvartal och helår och innehåller uppgifter om folkmängd och befolkningsförändringar, till exempel födda, döda och in- och utflyttade. Uppgifterna redovisas bland annat efter län, kommun, kön, ålder, civilstånd, födelseland och medborgarskapsland.

### Sverige
- Svenskar
- Sveriges demografi
- Befolkningstillväxten i Sverige 1850-1950
- Lista över Sveriges historiska befolkning
- Lista över Sveriges landskap efter folkmängd
- Lista över Sveriges kommuner
- Befolkningsutveckling i Göteborg